# Пестово (Балашихинський міський округ)
Пе́стово (рос. Пестово) — присілок у складі Балашихинського міського округу Московської області, Росія.

## Населення
Населення — 135 осіб (2010; 97 у 2002).
Національний склад (станом на 2002 рік):
- росіяни — 98 %